# XVI Giochi del Commonwealth
I XVI Giochi del Commonwealth si tennero a Kuala Lumpur, Malaysia, tra l'11 e il 21 settembre 1998. La città fu la prima in Asia a ospitare tale evento, nonché l'ultima in assoluto nel XX secolo. Parteciparono 70 nazioni, 34 delle quali ottennero almeno una medaglia, con un totale di 3638 atleti.

## Selezione della sede
Kuala Lumpur è stata selezionata per ospitare i giochi durante l'Assemblea Generale della Federazione dei Giochi del Commonwealth a Barcellona, in Spagna, durante le Olimpiadi estive del 1992.
| Città        | Stato     | Voti |
| ------------ | --------- | ---- |
| Kuala Lumpur | Malaysia  | 40   |
| Adelaide     | Australia | 25   |

## I Giochi

### Sport
I Giochi del Commonwealth del 1998 hanno compreso un totale di 15 sport, 11 individuali e 4 di squadra. Le discipline generali affrontate dagli atleti sono state le seguenti:
- Atletica leggera
- Badminton
- Bowling
- Ciclismo
- Cricket
- Ginnastica
  -  Ginnastica artistica
  -  Ginnastica ritmica
- Hockey su prato
- Lawn bowls
- Netball
- Nuoto
- Pugilato
- Rugby a 7
- Sollevamento pesi
- Squash
- Tiro

## Medagliere

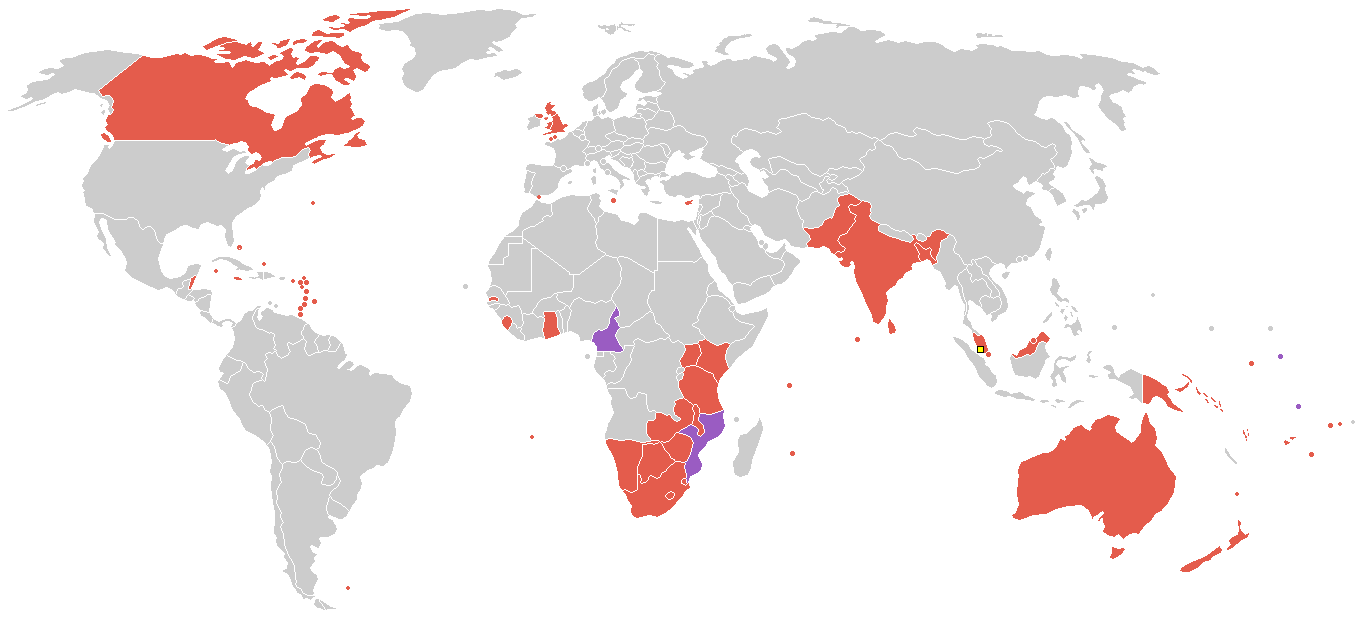
Paesi partecipanti

| #      | Nazione            | Oro | Argento | Bronzo | Totale |
| ------ | ------------------ | --- | ------- | ------ | ------ |
| 1      | Australia          | 82  | 61      | 57     | 200    |
| 2      | Inghilterra        | 36  | 49      | 53     | 138    |
| 3      | Canada             | 30  | 31      | 40     | 101    |
| 4      | Malaysia           | 10  | 14      | 12     | 36     |
| 5      | Sudafrica          | 9   | 11      | 14     | 34     |
| 6      | Nuova Zelanda      | 8   | 6       | 10     | 34     |
| 7      | India              | 7   | 10      | 8      | 25     |
| 8      | Kenya              | 7   | 5       | 4      | 16     |
| 9      | Giamaica           | 4   | 2       | 0      | 6      |
| 10     | Galles             | 3   | 4       | 8      | 15     |
| 11     | Scozia             | 3   | 2       | 7      | 12     |
| 12     | Nauru              | 3   | 0       | 0      | 3      |
| 13     | Irlanda del Nord   | 2   | 1       | 1      | 4      |
| 14     | Zimbabwe           | 2   | 0       | 3      | 5      |
| 15     | Ghana              | 1   | 1       | 3      | 5      |
| 16     | Mauritius          | 1   | 1       | 2      | 4      |
| 17     | Cipro              | 1   | 1       | 1      | 3      |
| 17     | Tanzania           | 1   | 1       | 1      | 3      |
| 17     | Trinidad e Tobago  | 1   | 1       | 1      | 3      |
| 20     | Bahamas            | 1   | 1       | 0      | 2      |
| 20     | Mozambico          | 1   | 1       | 0      | 2      |
| 22     | Barbados           | 1   | 0       | 2      | 3      |
| 23     | Lesotho            | 1   | 0       | 0      | 1      |
| 24     | Camerun            | 0   | 3       | 3      | 6      |
| 25     | Namibia            | 0   | 2       | 1      | 3      |
| 26     | Seychelles         | 0   | 2       | 0      | 2      |
| 27     | Sri Lanka          | 0   | 1       | 1      | 2      |
| 28     | Bermuda            | 0   | 1       | 0      | 1      |
| 28     | Figi               | 0   | 1       | 0      | 1      |
| 28     | Isola di Man       | 0   | 1       | 0      | 1      |
| 28     | Pakistan           | 0   | 1       | 0      | 1      |
| 32     | Papua Nuova Guinea | 0   | 0       | 1      | 1      |
| 32     | Uganda             | 0   | 0       | 1      | 1      |
| 32     | Zambia             | 0   | 0       | 1      | 1      |
| Totale | Totale             | 215 | 215     | 234    | 664    |